# ترافورد

ترافورد هي منطقة حضرية إنجليزية في مانشستر الكبرى، ويقدر عدد سكانها بـ 235 493 نسمة في عام 2017  م. و236 370 نسمةفي عام 2018  م، تغطي مساحة 41 ميل مربع (106 كـم2)، ويشمل مجال أولد ترافورد وبلدات ألترينتشام، سترتفورد، اورمستون، تيمبرلي، بارتينغتون وسال. شُكّل الحي في عام 1974  م اندماجًا بين القصبات البلدية من ألترينشام، سال، وريتريتفورد، والمناطق الحضرية من بودون، هيل وأورمستون وجزء من مقاطعة باكولو الريفية. يتدفق نهر ميرسي عبر القصبة، ويفصل بين شمال ترافورد وجنوب ترافورد، والمقاطعات التاريخية لانكشاير وتشيشاير.
هناك أدلة من العصر الحجري الحديث، والعصر البرونزي، وعلى النشاط الروماني في المنطقة، وهما قلعتان - واحدة منهن نصب تذكاري قديم - وأكثر من 200 مبنى مدرج. في أواخر القرن التاسع عشر، توسع السكان بسرعة مع وصول خط السكك الحديدية. ترافورد هي موطن نادي ألترينشام لكرة القدم ونادي ترافورد لكرة القدم ومانشستر يونايتد ومركز ترافورد ونادي لانكشاير كاونتي للكريكيت ومنذ عام 2002  م موطنًا لمتحف الحرب الإمبراطوري شمال.
تتمتع ترافورد باقتصاد قوي مع مستويات بطالة منخفضة وتحتوي على منطقة ترافورد بارك الصناعية ومركز ترافورد، وهو مركز تسوق كبير خارج المدينة. بصرف النظر عن مدينة مانشستر، ترافورد هي الحي الوحيد في مانشستر الكبرى الذي يتجاوز المتوسط الوطني للدخل الأسبوعي. اجتماعيًا، تشمل المنطقة كلا من الطبقة العاملة ومناطق الطبقة الوسطى مثل بودون وهيل. تُمثل ترافورد في البرلمان بثلاث دوائر انتخابية: ستريتفورد وأورمستون؛ ألترينشام ويسل الغربية؛ ويذينشو وسيل الشرقية، والتي تغطي بشكل رئيسي مانشستر المجاورة.
من أشهر معالم ترافورد مركز ترافورد وهو مجمع تجاري ضخم، ومنطقة ترافورد بارك الصناعية وهي أول منطقة من نوعها في العالم، والأكبر في أوروبا. هذا فضلاً عن وجود نادي مانشستر يونايتد في ترافورد ومتحف للحرب.

## التاريخ
كان اختيار اسم ترافورد للمنطقة بمثابة «حل وسط بين آلترنكهام، سترتفورد وسال»، و«يبدو أنه حظي بتأييد واسع». واقترح عضو مجلس ليبرالي لقصبة بلدية سال «كروسفو» بينما اقترح أعضاء المجلس في هيل «واتلينغفورد»، نسبةً للاسم المفترض لطريق روماني قديم في المنطقة. رُفضت هذه الأسماء لصالح ترافورد، بسبب «المكان الرياضي الشهير في المنطقة، صاحب العمل الرئيسي وكذلك الاتحادات التاريخية»، في إشارة إلى أولد ترافورد (الكريكيت وكرة القدم)، وترافورد بارك، وبارونات دي ترافورد على التوالي.
كاسم مكان، ترافورد هو نسخة أنجلو-فرنسية من ستراتفورد، مشتقة من الكلمات الإنجليزية القديمة stræt (شارع، وبشكل أكثر تحديدًا طريق روماني) وford (عبور نهر). توجد منطقة متروبوليتان بورو في ترافورد منذ عام 1974  م، ولكن المنطقة التي تغطيها لها تاريخ طويل. العصر الحجري الحديث وقد اكتشفت النصال في آلترنكهام وسال، وهناك أدلة من العصر البرونزي سكن في تيمبرلي. عُثر على أجزاء من الفخار الروماني في أورمستون، كما عُثر على عملات معدنية رومانية في سال. يعبر الطريق الروماني بين حصون الفيلق الروماني في تشستر (ديفا فيكتريكس) ويورك (إبريكوم) ترافورد، ويمر عبر ستريتفورد وسال وآلترنكهام. تستند المستوطنات في ترافورد إلى حد كبير إلى الزراعة، على الرغم من أن آلترنكهام تأسست كمدينة سوق في منتصف القرن الثالث عشر. على الرغم من أن الثورة الصناعية أثرت على ترافورد، إلا أن المنطقة لم تشهد نفس معدل النمو مثل باقي مانشستر الكبرى. كانت الزيادة بنسبة 100 ٪ في عدد السكان في منطقة ترافورد بين عامي 1841 و1861 نتيجة مباشرة للتدفق الناجم عن بناء السكة الحديدية مانشستر وساوث جانكشن وآلترنكهام، والتي سمحت للسكان بالتنقل بسهولة أكبر من ترافورد إلى مانشستر. طورت المنطقة مراكز الصناعة الخاصة بها في برودهث (تأسست عام 1885  م) وترافورد بارك (تأسست عام 1897  م). لكنها تقهقرت منذ ذلك الحين، على الرغم من أن ترافورد بارك لا تزال توظف من 40 إلى 50 ألف شخص. تعتبر اليوم ترافورد هي في الغالب منطقة عبور. تأسست القصبة في 1 أبريل 1974 بموجب قانون الحكم المحلي لعام 1972  م واحدةً من المناطق الحضرية العشر في مانشستر الكبرى.

## الجيولوجيا
جيولوجيا جنوب ترافورد هي طين كوبر الجيري مع بعض حجر كوبر المائي والحجر الرملي، في حين أن جيولوجيا شمال ترافورد هي حجر بونتر الرملي.

## الجغرافيا
تحد الأحياء الحضرية لمدينة سالفورد ومدينة مانشستر ترافورد من الشمال والشرق على التوالي؛ تقع منطقة تشيشير الشرقية في تشيشير إلى الجنوب. يمتد نهر المرزي من الشرق إلى الغرب عبر المنطقة، ويفصل بين شمال ترافورد وجنوب ترافورد؛ تشمل الأنهار الأخرى في ترافورد نهر بولين ونهر إيرويل وسيندرلاند بروك وكروفتس بانك بروك. افتتحت قناة بريدجووتر في عام 1761  م واكتملت في عام 1776  م، وتتبع مسارًا عبر ترافورد تقريبًا من الشمال إلى الجنوب وتمر عبر سترتفورد وسال وألترينشام. افتتحت قناة مانشستر للسفن عام 1894  م، وهي تشكل جزءًا من الحدود الشمالية والغربية لترافورد مع سالفورد.
ترافورد مسطحة بشكل عام، حيث تقع معظم الأرض بين 66 قدم (20 م) و98 قدم (30 م) فوق مستوى سطح البحر، باستثناء بودون هيل في جنوب ترافورد التي ترتفع 200 قدم (60 م) فوق مستوى سطح البحر. أدنى نقطة في ترافورد، بالقرب من واربورتون، هي 36 قدم (11 م) فوق مستوى سطح البحر. توجد مناطق من الرخاخ في المناطق المنخفضة: واربرتون موس ودنهام موس وهيل موس. تمثل الأحزامة الخضراء 51.8٪ من إجمالي مساحة ترافورد، وتشكل المباني المحلية والحدائق 25.6٪، والباقي يتكون من طرق ومباني غير منزلية.
تشمل المناطق المحلية داخل حدود ترافورد ما يلي:
شمال ترافورد: كورنبروك، ديفيهولمي، فيرسوود، فليكستون، القندول هيل، لوستوك، أولد ترافورد، سترتفورد، ترافورد بارك واورمستون.
جنوب ترافورد: ألترينشام، أشتون أبون ميرسي، بودون، برودهث، بروكلاندز، كارينجتون، دونهام ماسي، هيل، هيل بارنز، أولدفيلد برو، بارتينجتون، سيل، سيل مور، تيمبرلي، واربورتون، وست تيمبرلي.

## الحوكمة

### التمثيل
يمثل سكان الأحياء الحضرية لترافورد نواب من ثلاث دوائر انتخابية برلمانية منفصلة في البرلمان البريطاني. يمثل ألترينتشام وسيل الغربية غراهام برادي (مايك كان). هذا واحد من مقعدين فقط من حزب المحافظين في مانشستر الكبرى. تمثل كيت جرين (حزب العمال) الدائرة ستريتفورد وأورمستون. ويمثل دائرة ويذينشو وسيل الشرقية، التي تغطي أيضًا أجزاء من مدينة مانشستر، مايك كان (حزب العمال).

### مجلس
في عام 1974  م، أُسس مجلس ترافورد لإدارة الأحياء الحضرية لترافورد (متروبوليتان بورو) والذي تشكيل حديثًا ويقع مقره الرئيسي في ترافورد تاون هول، والذي كان يُسمى سابقًا سترتفورد تاون هول. عند تشكيله في عام 1974  م، كان المجلس تحت سيطرة حزب المحافظين. تحكم المحافظون في زمام الأمور في الأعوام 1973 – 1985 م و1988 – 1994 م و2004 – 2018 م. المرة الوحيدة التي سيطر فيها حزب العمل كانت 1996 – 2002 م، و2019  م حتى الوقت الحاضر. وكانت هناك فترات لم يسيطر عليها أي حزب. يجتمع المجلس لتقرير السياسة وتخصيص الميزانية. تشمل واجباته في تحديد مستويات ضريبة المجلس [الإنجليزية]، ومراقبة الخدمة الصحية في ترافورد، وتوفير الرعاية الاجتماعية، وتمويل المدارس. أندرو ويسترن هو رئيس المجلس اعتبارًا من عام 2021  م، ولورانس والش هو العمدة الحالي.
في عام 2007  م، حكمت لجنة التدقيق على مجلس ترافورد بأنه «يتحسن بفعالية» في تقديم الخدمات للسكان المحليين. بشكل عام، مُنح المجلس مرتبة«ثلاث نجوم» مما يعني أنه«يؤدي أداءً جيدًا» و«باستمرار فوق الحد الأدنى من المتطلبات»، على غرار 46٪ من جميع السلطات المحلية. في 2008 – 2009 م، كان لدى مجلس ترافورد ميزانية قدرها 150.5 جنيه إسترليني مليون. حُصلت من ضريبة المجلس (57٪) والمنح الحكومية (43٪). أنفق المجلس 31.8 جنيه إسترليني مليون على خدمات الأطفال والشباب (21٪)؛ 60.1 جنيه إسترليني مليون على الخدمات المجتمعية والرعاية الاجتماعية (40٪)؛ 34.4 جنيه إسترليني مليون في«الازدهار والتخطيط والتنمية» (23٪)؛ و33.8 جنيه إسترليني مليون على خدمات العملاء والشركات (22٪).
تشكل الرعايا المدنية الطبقة الدنيا من الحكومة المحلية؛ تشارك مجالس الرعايا في التخطيط، وإدارة مراكز المدن والأبرشيات، وتعزيز السياحة. في عام 2001  م، عاش 8 484 شخصًا (4.0٪ من سكان القصبة) في أبرشيات مدنية الأربعة في ترافورد: كارينجتون ودنهام ماسي وبارتينجتون وواربيرتون. كانوا جميعًا في السابق جزءًا من منطقة باكلو الريفية. كانت المنطقة الريفية نوعًا من مناطق الحكم المحلي لإدارة المناطق الريفية التي يغلب عليها الطابع الريفي. ما تبقى من ترافورد لا مثيل له. المناطق غير المتميزة هي: الترينشام (قصبة بلدية)، بودون (المنطقة الحضرية)، هال (المنطقة الحضرية)، سال (قصبة بلدية)، سترتفورد (قصبة بلدية)، وأورمستون (المنطقة الحضرية). تظهر حالة كل منطقة قبل عام 1974  م بين قوسين. كانت المنطقة الحضرية نوعًا من مناطق الحكم المحلي التي تغطي منطقة حضرية.
بعد الانتخابات المحلية لعام 2018  م، أصبح المجلس، الذي كان محافظًا سابقًا، تحت سيطرة حزب العمال في شكل إدارة أقلية مدعومة من قبل الديمقراطيين الأحرار في إدارة الثقة والتموين. كانت هناك بعض نتائج الصدمة، كما هو الحال في ألترينشام (وارد)، حيث حصل حزب الخضر على مقاعد من أعضاء مجلس المحافظين الحاليين. بعد حصوله على مقاعد في الانتخابات المحلية لعام 2019  م، كان حزب العمل في وضع يسمح له بتشكيل إدارة ذات أغلبية.
|  | العمال                   | 26 | 25 | 26 | 30 | 36 |  |  |  |  |  |  |  |  |  |  |  |  |  |  |  |  |  |  |  |  |  |  |  |  |  |  |  |  |  |  |  |  |  |  |  |  |
|  | المحافظون                | 34 | 35 | 33 | 29 | 20 |  |  |  |  |  |  |  |  |  |  |  |  |  |  |  |  |  |  |  |  |  |  |  |  |  |  |  |  |  |  |  |  |  |  |  |  |
|  | الديمقراطيين الليبراليين | 3  | 3  | 3  | 2  | 4  |  |  |  |  |  |  |  |  |  |  |  |  |  |  |  |  |  |  |  |  |  |  |  |  |  |  |  |  |  |  |  |  |  |  |  |  |
|  | الخضر                    | 0  | 0  | 0  | 2  | 3  |  |  |  |  |  |  |  |  |  |  |  |  |  |  |  |  |  |  |  |  |  |  |  |  |  |  |  |  |  |  |  |  |  |  |  |  |

#### الدوائر الانتخابية
يوجد 21 قسمًا انتخابيًا في ترافورد، لكل منها 3 أعضاء مجلس، مما يعطي إجمالي 63 عضوًا وينتخب ثلثهم في كل ثلاث سنوات من أصل أربعة. في الجدول التالي، يعتمد عدد السكان لكل جناح على تقديرات السكان لعام 2013  م من مكتب الإحصاء الوطني.
| اسم الجناح          | المناطق المشمولة (تقريبية)                    | تعداد السكان | المرجع. |
| ------------------- | --------------------------------------------- | ------------ | ------- |
| ألترينشام           | ألترينشام، برودهث، وأولدفيلد برو              | 11٬873       | [ 42 ]  |
| أشتون أبون ميرسي    | أشتون أبون ميرسي وسال                         | 9٬726        | [ 42 ]  |
| بودون               | ألترينشام وبودون ودنهام ماسي وواربيرتون       | 9٬284        | [ 42 ]  |
| برودهث              | ألترينشام، برودهيث، سيل، تيمبرلي، وست تيمبرلي | 13٬069       | [ 42 ]  |
| بروكلاندز           | بروكلاندز وسال                                | 10٬572       | [ 42 ]  |
| باكلو سانت. مارتينز | أشتون أبون ميرسي وكارينجتون وبارتينجتون       | 10٬540       | [ 42 ]  |
| كليفورد             | ترافورد القديم                                | 12٬003       | [ 42 ]  |
| ديفيولمي شرق        | ديفيولمي ومركز ترافورد وأورمستون              | 9٬680        | [ 42 ]  |
| ديفيولمي غرب        | ديفيولمي وفليكستون                            | 10٬006       | [ 42 ]  |
| فليكستون            | فليكستون                                      | 10٬828       | [ 42 ]  |
| جورس هيل            | غورس هيل وستريتفورد وترافورد بارك             | 12٬171       | [ 42 ]  |
| هيل بارنز           | هيل، هيل بارنز وتيمبرلي                       | 9٬812        | [ 42 ]  |
| هيل سنترال          | ألترينشام وهيل                                | 10٬543       | [ 42 ]  |
| لونجفورد            | فيرسوود، وأولد ترافورد، وسترتفورد             | 12٬163       | [ 42 ]  |
| دير                 | تخفيض السعر                                   | 10٬917       | [ 42 ]  |
| بيع مور             | بيع وبيع مور                                  | 10٬508       | [ 42 ]  |
| سانت ماري           | أشتون أبون ميرسي وسال                         | 11٬795       | [ 42 ]  |
| سترتفورد            | سترتفورد                                      | 11٬318       | [ 42 ]  |
| تيمبرلي             | بروكلاندز وتيمبرلي                            | 11٬201       | [ 42 ]  |
| أورمستون            | فليكستون وUrmston                             | 11٬271       | [ 42 ]  |
| قرية                | بروكلاندز وتيمبرلي                            | 10٬899       | [ 42 ]  |

#### شعار النبالة

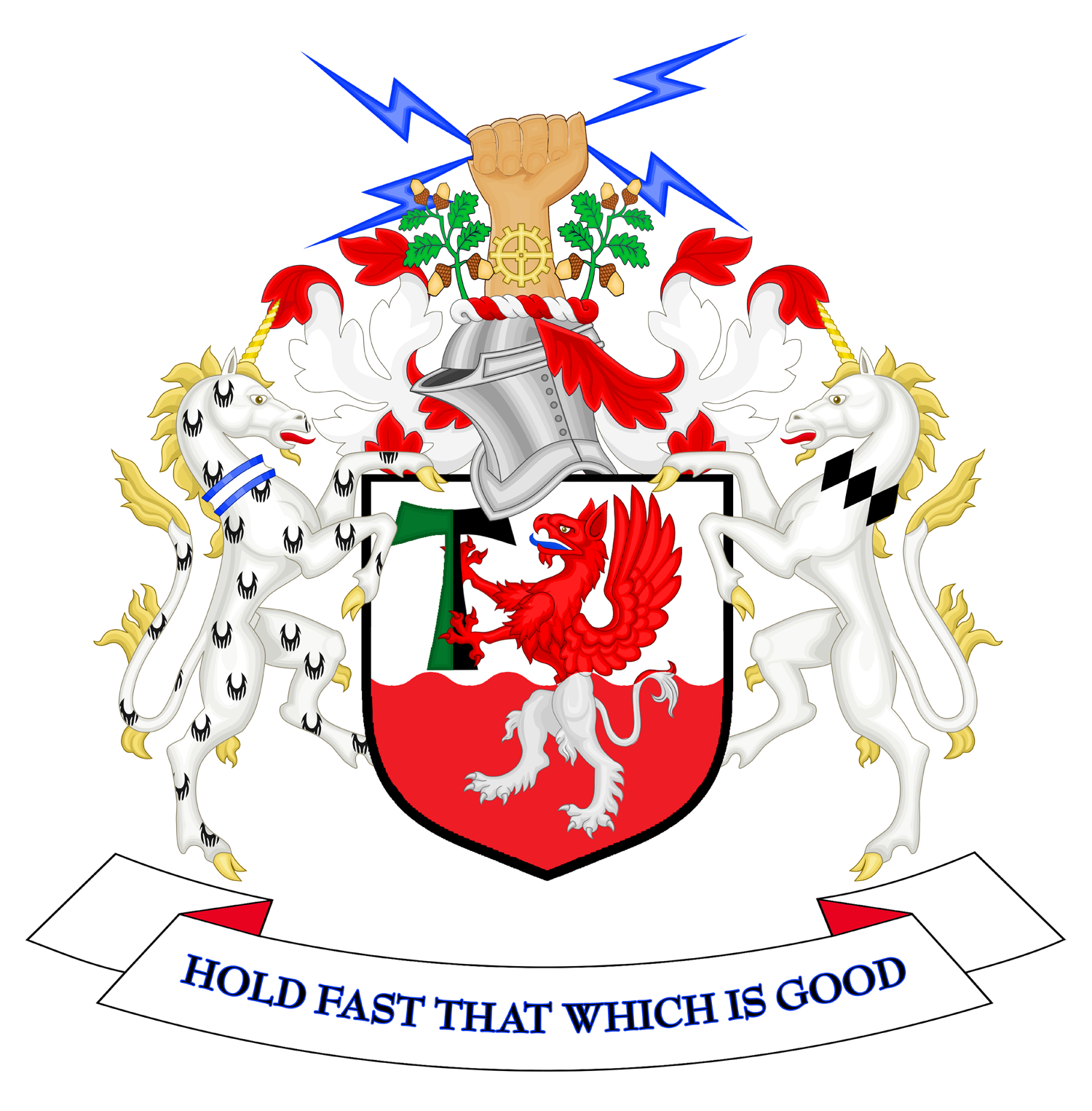
شعار النبالة لمجلس ترافورد متروبوليتان بورو

يصور شعار النبالة الخاص بمجلس ترافورد الفتخاء على درع يحيط به اثنان من أحادي القرن. يرمز الخط الذي يقسم الدرع أفقياً إلى نهر المرزي الذي يمر عبر ترافورد من الشرق إلى الغرب والقنوات في القصبة. تمثل الأرجل البيضاء لأسد على خلفية حمراء أجزاء ترافورد التي كانت تسيطر عليها عائلة دي ماسي سابقًا، بينما يمثل الجسم الأحمر ورأس النسر على خلفية بيضاء مناطق ترافورد التي كانت تسيطر عليها سابقًا عائلة دي ترافوردز. أُخذ كلا العنصرين من شعارات النبالة للعائلات المعنية. تمثل قبضة الصواعق سترتفورد والصناعة الكهربائية؛ يمثل الترس الموجود على الذراع صناعة الهندسة في ألترينشام. يمثل وحيدو القرن الواقفين سال وألترينشام. تمثل فروع البلوط أورمستون والمناطق الريفية في ترافورد.

## التركيبة السكانية
في تعداد المملكة المتحدة لعام 2001  م، بلغ عدد سكان القصبة الحضرية لترافورد 210 145 نسمة. وعددد الأسر 89٬313 أسرة في القصبة، منها 36.5٪ زوجًا يعيشون معا، و31.6٪ شخصًا وحيدًا، و7.8٪ ثنائيًا يتشاركان منزلًا وكانت 9.7٪ آباءً وحيدين، في أعقاب اتجاه مماثل لبقية إنجلترا.
كانت الكثافة السكانية 1,982 لكل كيلومتر مربع (5,130/ميل2) ولكل 100 أنثى هناك 94.6 ذكر. من بين أولئك الذين تتراوح أعمارهم بين 16 و74 عامًا في ترافورد، 24.7٪ ليس لديهم مؤهلات أكاديمية، وهو أقل بكثير من 28.9٪ في إنجلترا بأكملها. 8.2٪ من سكان ترافورد ولدوا خارج المملكة المتحدة، وهو أقل من المتوسط الإنجليزي البالغ 9.2٪. توجد أكبر مجموعة أقلية آسيوية، بنسبة 4.0 ٪ من السكان.
في عام 1841  م، كان 12٪ من سكان ترافورد من الطبقة المتوسطة مقارنة بـ 14٪ في إنجلترا وويلز. ارتفعت هذه النسبة إلى 21٪ في عام 1931  م (15٪ على الصعيد الوطني) و55٪ في عام 2001  م (48٪ على الصعيد الوطني). من عام 1841  م إلى عام 1951  م، كان عدد سكان الطبقة العاملة في ترافورد وفي جميع أنحاء البلاد في حالة انخفاض، حيث انخفض بشكل مطرد من 43٪ إلى 18٪ (36٪ إلى 29٪ على الصعيد الوطني). ومنذ ذلك الحين ازداد بشكل طفيف، حتى 27٪ (26٪ على الصعيد الوطني). كان باقي السكان مكونين من رجال دين وعمال يدويين مهرة. في السنة المالية 2008/2009، كانت معدلات الجريمة في ترافورد فيما يتعلق بالعنف ضد الأشخاص والجرائم الجنسية أقل من المتوسطات الوطنية. ومع ذلك، فإن معدل السرقات والسطو كان أعلى من المعدل الوطني.
| تعداد المملكة المتحدة لعام 2001 م | ترافورد | مانشستر الكبرى | إنكلترا    |
| --------------------------------- | ------- | -------------- | ---------- |
| تعداد السكان                      | 226٬578 | 2٬514٬757      | 49٬138٬831 |
| البيض                             | 85.55٪  | 91.2٪          | 90.9٪      |
| الآسيويون                         | 5.4٪    | 5.6٪           | 4.6٪       |
| السود                             | 2.55٪   | 1.2٪           | 2.3٪       |

### التغيير السكاني
يوضح الجدول أدناه تفاصيل التغير السكاني منذ عام 1801  م. على الرغم من أن ترافورد تشكلت مدينةً متروبوليتان بورو في عام 1974  م، فقد تسجيل الأرقام من خلال دمج البيانات من المدن والقرى والأبرشيات المدنية التي أصبحت فيما بعد أجزاءً مكونة من ترافورد. حدث أكبر تغيير في النسبة المئوية للسكان بين عامي 1851 و1871، وكان نتيجة بناء السكة الحديدية مانشستر وساوث جنكشن وألترينشام في عام 1849  م. يعكس الانخفاض في عدد سكان ترافورد بين عامي 1971 و2001 الاتجاه السائد في مانشستر الكبرى، وإن كان على نطاق أصغر؛ وقد عُزي ذلك إلى تراجع الصناعات في مانشستر الكبرى، ولا سيما تلك الموجودة في مانشستر وسالفورد ولكن بما في ذلك تلك الموجودة في ترافورد، والمقيمين الذين يغادرون للبحث عن وظائف جديدة.
| تعداد السكان                    | 10٬337 | 11٬798 | 13٬409 | 14٬562 | 16٬629 | 19٬286 | 23٬506 | 64٬363 | 77٬535 | 116٬538 | 125٬891 | 153٬731 | 201٬784 | 224٬938 | 225٬939 | 222٬124 | 214٬618 | 210٬134 | 226٬578 |
| المصدر: رؤية بريطانيا عبر الزمن |        |        |        |        |        |        |        |        |        |         |         |         |         |         |         |         |         |         |         |

## الاقتصاد

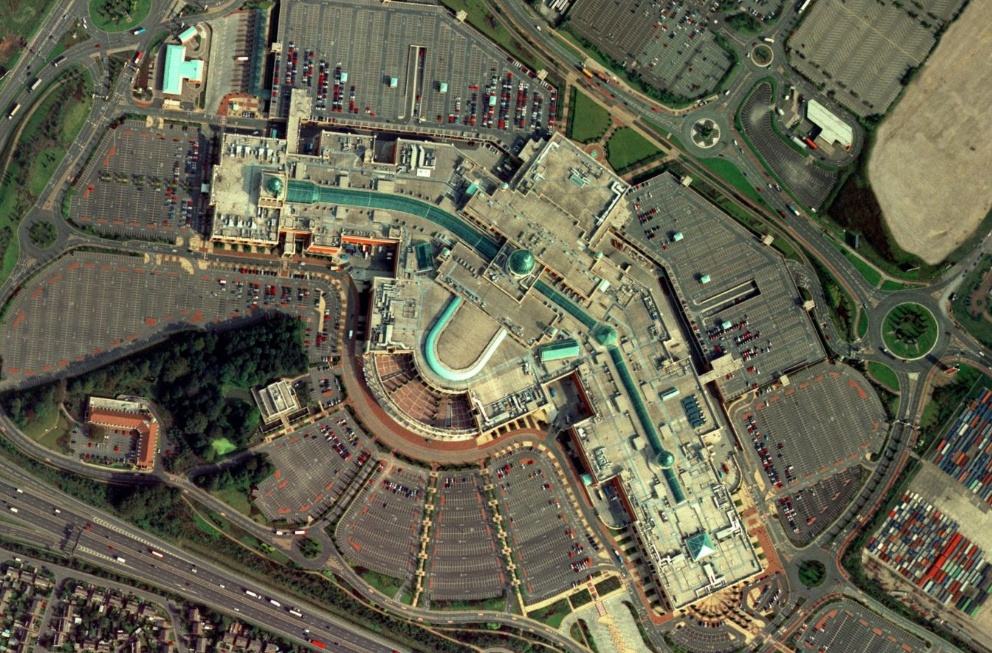
منظر جوي لمركز ترافورد

تاريخياً، كان اقتصاد ترافورد يهيمن عليه الزراعة. استمر هذا إلى حد ما حتى خلال الثورة الصناعية، حيث لم تتطور صناعة النسيج في ترافورد بالسرعة أو بالقدر نفسه كما حدث في بقية مانشستر الكبرى. لا يوجد سوى موقعين معروفين من مواقع الطواحين في القرن الثامن عشر في ترافورد، مقارنة بـ 69 موقعًا معروفًا في تامسايد و51 في مانشستر. انخفض التوظيف في صناعة النسيج في ترافورد إلى 12٪ وفقًا لإحصاء 1851 بعد وصوله إلى ارتفاع 43٪ في عام 1812  م. لم تستطع صناعة النسيج في ترافورد منافسة ذلك في أماكن مثل مانشستر وأولدهام وأشتون أندر لين، ويرجع ذلك جزئيًا إلى الإحجام عن الاستثمار في الصناعة من جانب اثنين من مالكي الأراضي الرئيسيين في المنطقة: ستامفوردز ودي ترافوردز.
تأسس ترافورد بارك في عام 1897  م، وفي ذروته في عام 1945  م كان يُشغل 75٬000 موظفًا. بالإضافة إلى كونه أول منطقة صناعية مخططة في العالم، فهي أكبر مجمع تجاري في أوروبا. أكثر من 1٬400 الشركات الموجودة داخل المتنزه، وتوظف ما بين 40٬000 و50٬000 شخصًا. يعتبر مركز ترافورد، الذي افتتح في 10 سبتمبر 1998، أكبر مجمع تسوق داخلي في شمال غرب إنجلترا. والمركز لديه أكثر من 30 مليون زائر سنويًا، ويحتوي على 235 متجرًا، و55 مطعمًا، وأكبر سينما أوديون في المملكة المتحدة.
| تعداد المملكة المتحدة لعام 2001 م | ترافورد | مانشستر الكبرى | إنكلترا    |
| --------------------------------- | ------- | -------------- | ---------- |
| السكان في سن العمل                | 151,445 | 1,805,315      | 35,532,091 |
| الموظفون بدوام كامل               | 43.4٪   | 40.3٪          | 40.8٪      |
| الموظفون بدوام جزئي               | 11.9٪   | 11.3٪          | 11.8٪      |
| العاملون لحسابهم الخاص            | 8.0٪    | 6.7٪           | 8.3٪       |
| العاطلون عن العمل                 | 2.7٪    | 3.5٪           | 3.3٪       |
| المتقاعدون                        | 13.9٪   | 13.0٪          | 13.5٪      |

ترافورد هي منطقة مزدهرة، بمتوسط دخل أسبوعي يبلغ 394 جنيهًا إسترلينيًا، وبصرف النظر عن مانشستر فهي القصبة الوحيدة في مانشستر الكبرى التي تفوق المعدل الوطني للدخل الأسبوعي وهي في المتوسط الأعلى في المقاطعة. ذكرت وسائل الإعلام وصناعة الإعلانات والعلاقات العامة أن الصناعات نامية في مانشستر الكبرى وتتركز في مانشستر وترافورد. متوسط أسعار المنازل في ترافورد هو الأعلى من بين جميع الأحياء الحضرية في مانشستر الكبرى، وهو أعلى بـ45٪ من المتوسط في المقاطعة.
في تعداد المملكة المتحدة لعام 2001  م، كان لدى ترافورد 151,445 مقيمًا تتراوح أعمارهم بين 16 و74 عامًا. وكان 2.5٪ من هؤلاء الأشخاص طلابًا لديهم وظائف، و5.7٪ يعتنون بالمنزل أو الأسرة، و5.4٪ مرضى أو معاقين بشكل دائم و2.8٪ غير نشطين اقتصاديًا لأسباب أخرى. معدل البطالة في ترافورد منخفض (2.7٪) مقارنة مع مانشستر الكبرى (3.6٪) وإنجلترا ككل (3.3٪). ترافورد لديها أقل عدد من المطالبين بإعانات البطالة مقارنة بجميع الأحياء الأخرى في مانشستر الكبرى (3.7٪).
في عام 2001  م، كانت صناعة التوظيف تشغل 99٬146 من سكان ترافورد في عدة مجالات بالنسب التالية: 17.1٪ في خدمات العقارات والأعمال، 16.5٪ في البيع بالتجزئة والجملة، 12.3٪ في التصنيع، 11.9٪ في العمل الصحي والاجتماعي، 8.2٪ في التعليم، 8.0٪ في النقل والاتصالات، 5.9٪ في البناء، 5.5٪ في المالية، 4.5٪ في الإدارة العامة والدفاع، 4.0٪ في الفنادق والمطاعم، 0.8٪ في إمدادات الطاقة والمياه، 0.6٪ في الزراعة، و4.6٪ في مجالات أخرى. كان هذا يتماشى تقريبًا مع الأرقام الوطنية، باستثناء نسبة الوظائف في الزراعة التي تقل عن نصف المعدل الوطني، مما يعكس طبيعة ضواحي ترافورد وقربها من وسط مانشستر.

صنفت دراسة بتكليف من اكسبيريان ترافورد بأنها الأقوى والأكثر مرونة في شمال غرب إنجلترا للتعامل مع التغيرات المفاجئة في الاقتصاد. كان اعتماد ترافورد المنخفض على الشركات الضعيفة في الركود الحالي ونسبة عالية من الشركات متعددة الجنسيات عاملين يمنحان المنطقة مرتبة عالية.

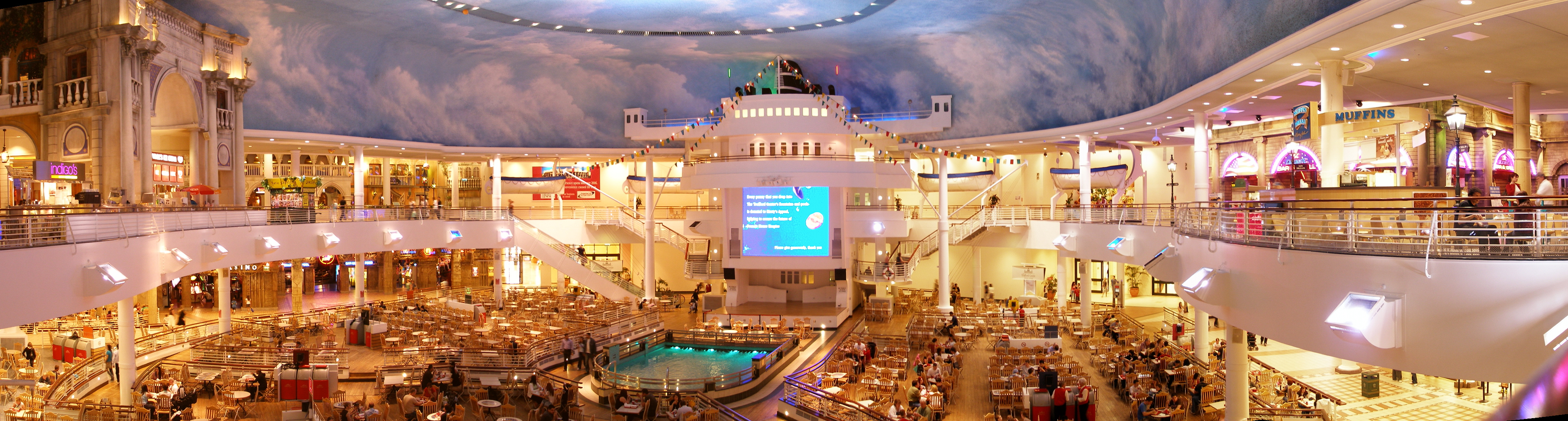
مركز ترافورد، وهو مجمع تجاري هام في منطقة ترافورد

## الثقافة

### معالم

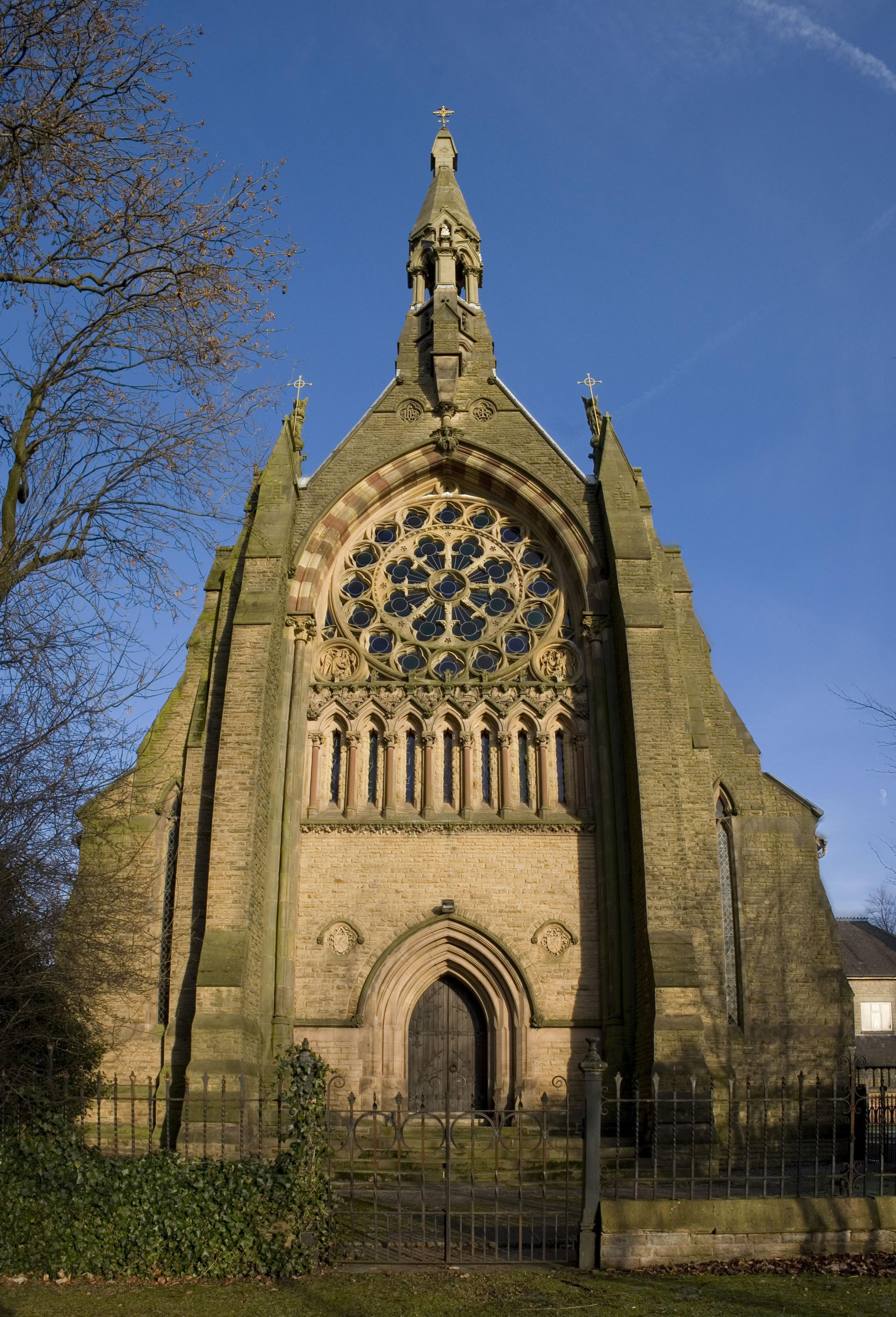
كنيسة جميع القديسين، أورمستون، هي مبنى تاريخي محمي من الدرجة الأولى.

اعتبارًا من مارس 2007، يوجد في ترافورد 6 مباني مدرجة من الدرجة الأولى و11 من الدرجة الثانية * و228 مبنى من الدرجة الثانية. تمتلك ترافورد ثاني أكبر عدد من المباني المدرجة من الدرجة الأولى خارج مناطق مانشستر الكبرى خلف مانشستر. تقع معظم المباني المدرجة في ترافورد من الدرجة الأولى في جنوب القصبة: كنيسة سانت ويربيرج القديمة في واربيرتون؛ قاعة دنهام ماسي نفسها، والإسطبلات وبيت النقل التابع للقاعة؛ منزل روي في هيل؛ وكنيسة جميع القديسين في أورمستون في شمال القصبة. تمتلك ترافورد ثلاثة مواقع من 21 موقعًا ذات أهمية علمية خاصة في مانشستر الكبرى. موقع «بروكهييس كوفيرت» وهو خشب شبه طبيعي يتكون أساسًا من خشب الدردار والبتولا والغبيراء، مع موطن للأراضي الرطبة يغطي 5.8 أكر (2.3 ها) في دنهام ماسي. موقع «كوتيريل كلوف» وهي منطقة من الغابات تعد من بين أكثر المناطق تنوعًا في مانشستر الكبرى. موقع «دنهام بارك» هي منطقة «مراعي - غابات أو متنزهات - غابات» منذ العصور الوسطى، بما في ذلك العديد من أشجار البلوط التي يعود تاريخها إلى القرن السابع عشر، وتغطي مساحة 192.7 أكر (78.0 ها). يوجد أيضًا في ترافورد العديد من المتنزهات والمساحات المفتوحة ؛ هناك 21.2 ميل مربع (55 كـم2) من الأحزمة الخضراء، و51.8٪ من إجمالي المساحة التي تغطيها البلدة. تشمل مناطق الجذب السياحي في ترافورد ملعب أولد ترافورد لكرة القدم وملعب أولد ترافورد للكريكيت.
شايل فاكتور (صانع البرد) هو منحدر تزلج داخلي في ترافورد بارك. يتميز بأطول وأوسع منحدر داخلي للثلج الحقيقي في المملكة المتحدة، بطول 100 متر (110 يارد) وعرض 180 متر (200 يارد).

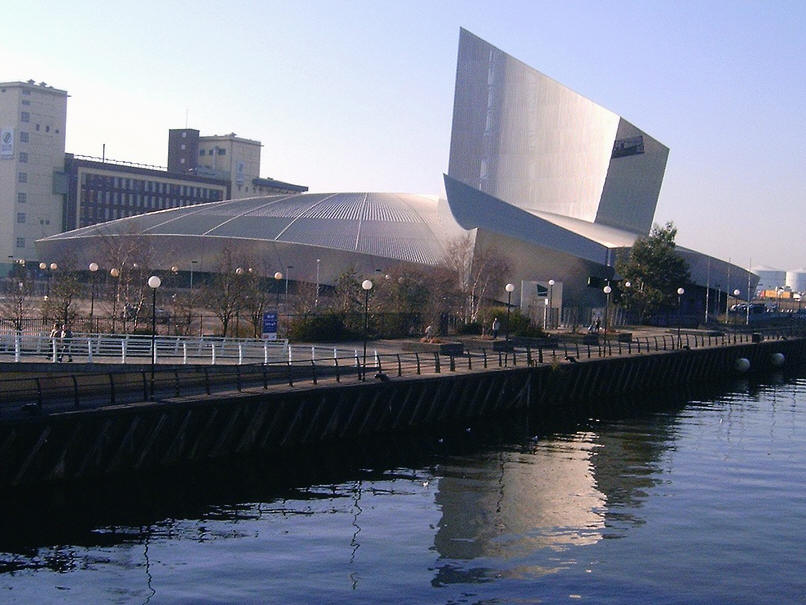
متحف الحرب الإمبراطوري شمال في ترافورد بارك

«قاعة ومتنزه دنهام ماسي» هي قاعة من القرن الثامن عشر بمساحة 250 أكر (1.0 كـم2) حديقة الغزلان، وكلاهما مملوك الآن لمؤسسة التراث القومي ومملوك سابقًا من قبل إيرلز ستامفورد. القاعة من الطراز الجورجي المبكر. القاعة والأراضي مفتوحة للجمهور وهي منطقة جذب سياحي شهيرة، مع ما يقرب من 200000 زائر في عام 2010  م.
متحف الحرب الإمبراطورية الشمالية هو متحف حرب في ترافورد بارك وافتتح في عام 2002  م. حصل المتحف على جائزة البناء البريطاني لصناعة البناء لعام 2003  م، ولقب جاذبية الزوار الكبيرة لهذا العام في حفل جوائز مانشستر للسياحة لعام 2006  م.
ملاهي سال مائية مساحة 152 أكر (62 ها) مساحة الريف والحدائق بما في ذلك 52 أكر (21 ها) بحيرة اصطناعية أُنشئت عندما بُني الطريق السريع M60. الحديقة المائية هي موقع ملجأ براد إيس دول للحياة البرية، وهي محمية طبيعية محلية توفر منزلاً للطيور المهاجرة.
قاعة تيمبرلي القديمة هو موقع خندق من القرون الوسطى في تيمبرلي بالقرب من ملعب ملعب ألترينشام البلدي. أظهرت أعمال التنقيب في الموقع على مدار 18 عامًا أن تيمبرلي مأهولة بالسكان منذ العصر البرونزي. قُدمت منحة من صندوق يانصيب التراث لتطوير الموقع إلى مشروع مجتمعي.
يوجد في ترافورد قلعتان من القرون الوسطى. «قلعة دنهام»، وهي قلعة من العصور الوسطى في «دنهام ماسي»، كانت تنتمي إلى هامون دي ماسي، وربما كانت لا تزال قائمة في أوائل القرن الرابع عشر. تُزين بيلي في أراضي قاعة دونهام ماسي وتحول الخندق المائي إلى بركة للزينة. واتش هيل كاستل هي قلعة موتي وبيلي في العصور الوسطى على حدود دنهام ماسي وبودون. أُدرجت نصبًا تذكاريًا قديمًا ومجدولًا. لا يزال «موتي» والخندق المحيط به مازالا قائمين، على الرغم من أنه قد توقف عن الاستخدام بحلول القرن الثالث عشر.

### رياضة

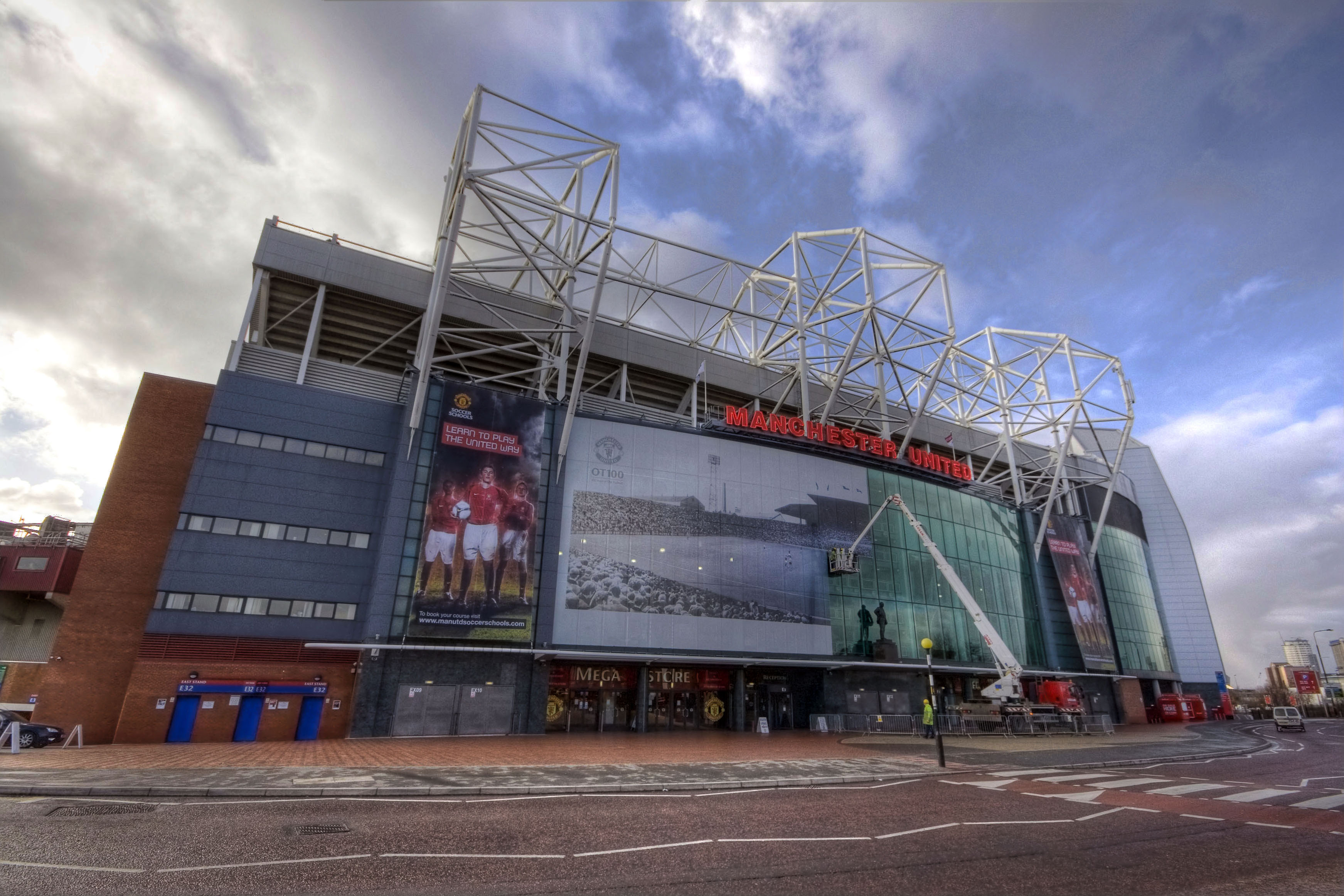
المدرج الشرقي لملعب أولد ترافورد لكرة القدم

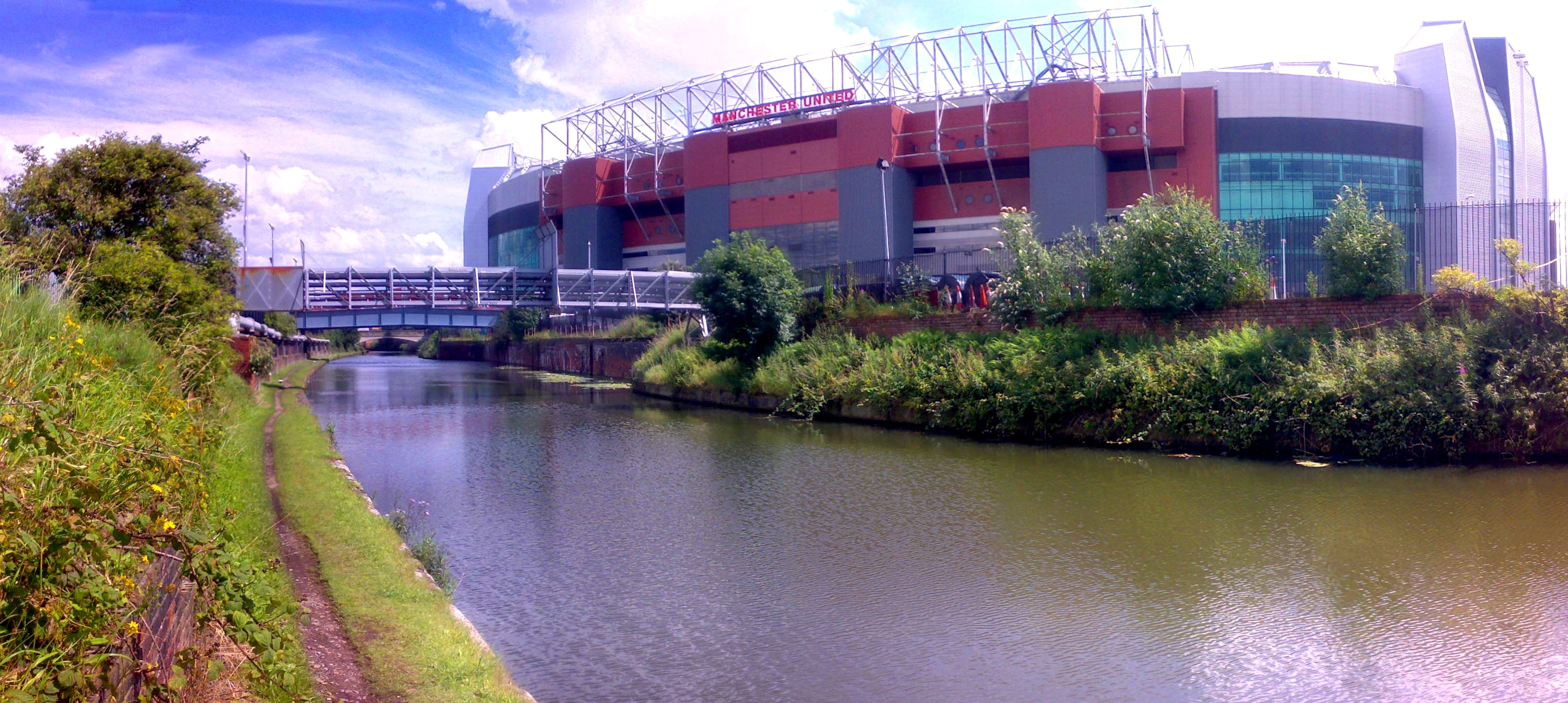
استاد أولدترافورد

ترافورد هي موطن العديد من الفرق الرياضية الكبرى، بما في ذلك نادي مانشستر يونايتد لكرة القدم ونادي مقاطعة لانكشاير للكريكيت (LCCC). بدأ مانشستر يونايتد باسم نادي نيوتن هيث L&YR لكرة القدم في عام 1878  م. يلعب الفريق في ملعب أولد ترافورد لكرة القدم، والذي يستخدم أحيانًا ملعبًا للمباريات الدولية. فاز مانشستر يونايتد بكأس الاتحاد الإنجليزي 12 مرة وكان بطل الدوري الإنجليزي 13 مرة (منذ تشكيل الدوري قبل 26 موسمًا) وكان بطل دوري كرة القدم سبع مرات في السنوات السابقة لذلك. فاز النادي بالدوري الممتاز آخر مرة في 2013. بدأ نادي مقاطعة لانكشاير للكريكيت بنادي مانشستر للكريكيت، ومثل مقاطعة لانكشاير التاريخية. تنافس النادي على بطولة مقاطعة 1890 الأصلية. ملعب أولد ترافورد للكريكيت - أرض منزل لانكشاير - مراحل المباريات الدولية، بما في ذلك المباريات الاختبارية والمباريات الدولية ليوم واحد. فاز الفريق ببطولة المقاطعة ثماني مرات (مع مشاركة واحدة) وكان بطل المقاطعة في عام 2011  م - أول انتصار مطلق للمقاطعة منذ عام 1934  م، ولكن بعد ذلك هبط إلى الدرجة الثانية في عام 2012  م.
من عام 2006  م حتى عام 2015  م، كانت القصبة موطنًا لفريق مانشستر فينيكس، الذي لعب مبارياته على أرضه في ألترينشام آيس دوم، وكان نشطًا في كل من دوري النخبة لهوكي الجليد ودوري هوكي الجليد الإنجليزي.تأسس النادي في عام 2003  م خلفًا لمانشستر ستورم، وأُغلق في أوائل عام 2017  م بعد لعب مباريات على أرضه خلال الفترة 2015 – 2016 م في ديسايد وبلاكبول. لقد كان أحد الأعضاء المؤسسين لدوري النخبة لهوكي الجليد. في 2008 – 2009 م احتل المركز السادس في دوري النخبة لهوكي الجليد. كان نادي ترافورد متروس فريق الناشئين في فينيكس ويتمركز أيضًا في قبة ألترينشام الجليدية. استبدل فريق فينيكس بفريق جديد يحمل اسم مانشستر ستورم، والذي احتل مكانًا في دوري دوري النخبة لهوكي الجليد لموسم 20152015 – 2016 م.
كان مقر نادي سال شاركس لاتحاد الرغبي في ترافورد سابقًا. يلعب الآن في ملعب AJ Bell في سالفورد، على الرغم من أن ملعبهم السابق في طريق هايوود في سال لا يزال يستخدم للتدريب. فاز سال شاركس بدوري غينيس الممتاز في عام 2006  م ؛ في 2008 – 2009 م احتلوا المركز الخامس.
بالإضافة إلى كونه موطنًا للعديد من الأندية في المستوى الأعلى لرياضاتها، يستضيف ترافورد أندية أصغر، بما في ذلك نادي ألترينتشام ونادي فليكستون لكرة القدم ونادي ترافورد لكرة القدم. يلعب كل من نادي فليكستون ونادي ترافورد في دوري كرة القدم في المقاطعات الشمالية الغربية (NWCFL)، القسم الأول. تأسس نادي فليكستون لكرة القدم في عام 1960  م وحصل على الصعود إلى دوري كرة القدم في المقاطعات الشمالية الغربية القسم الأول في نهاية موسم 2006-07. تأسس نادي ترافورد في عام 1990  م وحصل على المركز الخامس في موسم 2006-07. تأسس نادي الترينشام لكرة القدم في عام 1903  م ويلعب في مؤتمر كرة القدم
داخل ترافورد، يشارك الناديان بروكلاندز في دوري الهوكي الإنجليزي للرجال والسيدات، ومقرهما في سال وبودون.
في عام 2017  م، أصبح ترافورد بيتانك أول نادي للكرة الحديدية مسجل رسميًا في ترافورد. يلعب ترافورد بيتانك حاليًا داخل المنطقة الشمالية من بيتانك إنجلترا.

## التعليم
هناك 73 مدرسة ابتدائية في ترافورد و17 مدرسة ثانوية ونحوية و6 مدارس خاصة. تحافظ ترافورد على نظام التعليم انتقائي، مع المدارس النحوية، تُقيم من خلال اختبار 11+. تعتبر كلية ترافورد، «كلية سوبر» في سترتفورد، هي الكلية الوحيدة للتعليم الإضافي في ترافورد. افتتحت رسميًا في عام 2008  م، بعد الدمج بين كلية ساوث ترافورد وكلية نورث ترافورد. بشكل عام، احتلت ترافورد المرتبة الثانية من بين جميع سلطات التعليم المحلية في أداء تقييم المناهج الوطنية في عام 2014  م. في الواقع، كان ترافورد في عام 2014  م هي الأولى في المملكة المتحدة لنتائج المرحلة الرئيسية 2، حيث حقق 87٪ من تلاميذ الصف السادس المستوى الرابع أو أعلى في القراءة والكتابة والحساب. أيضًا في عام 2014  م، المركز الثاني لكل من نتائج GCSE والمستوى A، حيث حقق 72.2٪ من تلاميذ الصف 11 المستوى المتوقع أو أعلى من 5 GCSE بما في ذلك اللغة الإنجليزية والرياضيات. بالنسبة لنتائج المستوى A، حصل 25٪ من الطلاب على 3 مستويات A في الصفوف A*-A، وهو ضعف المعدل الوطني، بينما حصل 33٪ على 3 مستويات A في الصفوف A*-B.
يوجد في ترافورد 7 مدارس نحوية وجميعها تقع ضمن أفضل 10 مدارس حكومية أداءً في مانشستر الكبرى.

## الدين
| تعداد المملكة المتحدة لعام 2001 م | ترافورد | شمال غرب انجلترا | إنكلترا    |
| --------------------------------- | ------- | ---------------- | ---------- |
| تعداد السكان                      | 210٬145 | 6٬729٬764        | 49٬138٬831 |
| مسيحي                             | 75.8٪   | 78.0٪            | 71.7٪      |
| مسلم                              | 3.3٪    | 3.0٪             | 3.1٪       |
| يهودي                             | 1.1٪    | 0.4٪             | 0.5٪       |
| لا دين                            | 12.0٪   | 10.5٪            | 14.6٪      |

في تعداد المملكة المتحدة لعام 2001  م، أفاد 75.8٪ من سكان ترافورد بأنهم مسيحيون، 3.3٪ مسلمون، 1.1٪ يهود، 0.6٪ هندوس، 0.2٪ بوذيون و0.5٪ سيخ. سجل التعداد أن 12.0٪ ليس لديهم دين، و0.2٪ لديهم ديانة بديلة و6.4٪ لم يصرحوا بدينهم. يغطي ترافورد أبرشيات شروزبري وسالفورد الكاثوليكية، وأبرشيات كنيسة إنجلترا في مانشستر وتشيستر.
هناك نوعان من الكنائس المدرجة في الدرجة الأولى في ترافورد: كنيسة سانت ويربيرج، في واربورتون، هي كنيسة مؤطرة بالخشب وتعود إلى القرن الرابع عشر على الأقل. بنى إدوارد ويلبي بوجين كنيسة جميع القديسين في أورمستون في عام 1868  م، وتعتبر واحدة من أفضل أعماله. من بين 11 مبنى من الدرجة الثانية * المدرجة في ترافورد، هناك سبع كنائس: هيل تشابل في هيل ؛ كنيسة القديس يوحنا الإلهي في سال ؛ كنيسة القديسة مريم العذراء في بودون ؛ كنيسة القديس مارتن في سال ؛ كنيسة القديس ميخائيل في فليكستون ؛ كنيسة القديسة مارغريت في ألترينشام ؛ كنيسة القديس جورج في كارينجتون.
في عام 2007  م، اشترت الكنيسة العلموية معمل تقطير أولد ترافورد إسنس على طريق تشيستر مقابل 3,6 مليون جنيه إسترليني. صرحت الكنيسة أن لديها خطط لتحويل 51,000 قدم مربع (4,700 م2) من المبنى الفيكتوري إلى مكان للعبادة والتعليم الديني. رفض مجلس ترافورد الخطط الأصلية، لكن الكنيسة أعلنت عزمها على مراجعة المقترحات وإعادة تقديمها.

## المواصلات

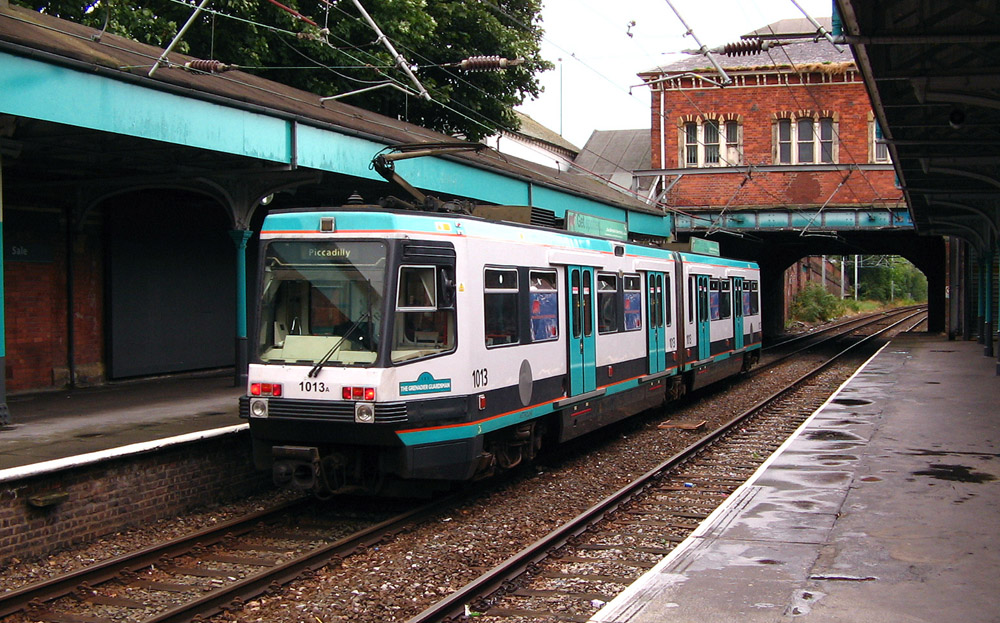
توقف ترام سال

يمتد مانشيستر ميترولينك من الشمال إلى الجنوب عبر ترافورد، ومحطته الجنوبية في ألترينشام. يعمل الترام على طريقين: ألترينشام إلى بيكاديلي وألترينشام إلى بيري. إنه يخدم كورنبروك وترافورد بار وأولد ترافورد وسترتفورد وداين رود وسال وبروكلاندز وتيمبرلي وطريق الملاحة وألترينشام. افتتح الخط في عام 1992  م ليحل محل السكة الحديدية مانشستر وساوث جانكشن وألترينشام.
السكك الحديدية الأخرى في ترافورد هي ليفربول - مانشستر عبر خط وارينجتون سنترال، الذي بنته لجنة خطوط شيشاير. افتتحت محطة الشحن بالسكك الحديدية ترافورد بارك يوروترمينال في عام 1993  م بمساحة 20-أكر (8 ها). تكلفتها 11 جنيهًا إسترلينيًا مليون ولديها القدرة على التعامل مع 100 000 حاوية في السنة.
المجلس مسؤول عن صيانة الطرق والأرصفة العامة في ترافورد. يمر جزء من الطريق السريع المداري M60 عبر ترافورد، من التقاطعات 6-10 ضمناً.
توفر مجموعة من خدمات الحافلات وصلات بين مختلف المدن في المنطقة ووصلات إلى وسط المدينة والمناطق الحضرية الأخرى في مانشستر الكبرى وتشيشير. يشمل المشغلون ستايجكوش مانشستر وأريفا نورث ويست وفاست مانشستر الكبرى وبعض المشغلين الأصغر، الذين يديرون الخدمات بشكل عام بموجب عقد مع النقل لمانشستر الكبرى. تأسس منتدى دورة ترافورد لتشجيع ركوب الدراجات في ترافورد؛ تقوم المجموعة بنشاط بحملات لجمع الأموال لركوب الدراجات في القصبة.

## وسام حرية القصبة
تلقى السير أليكس فيرجسون والمستشفى الميداني 207 (مانشستر)، اللواء الطبي الثاني، الفيلق الطبي للجيش الملكي (الجيش الاحتياطي) وسام حرية قصبة ترافورد في 14 أكتوبر 2013 و21 يونيو 2011، على التوالي.

## أعلام
- مالكوم أليسون
- جورجيا جونز
- مارك جيل
- ألان كوكس

## روابط خارجية
- مجلس ترافورد.
- موقع ترافورد،
- قناة ترافورد كاونسل على اليوتيوب

### فهرس
1. ↑   https://ons.maps.arcgis.com/home/item.html?id=a79de233ad254a6d9f76298e666abb2b. {{استشهاد ويب}}: |url= بحاجة لعنوان (مساعدة) والوسيط |title= غير موجود أو فارغ (من ويكي بيانات) (مساعدة)
2. ↑   http://www.ons.gov.uk/peoplepopulationandcommunity/populationandmigration/populationestimates/datasets/populationestimatesforukenglandandwalesscotlandandnorthernireland. {{استشهاد ويب}}: |url= بحاجة لعنوان (مساعدة) والوسيط |title= غير موجود أو فارغ (من ويكي بيانات) (مساعدة)
3. ↑  "Trafford Metropolitan Borough resident population estimates by ethnic group (percentages) 2011 census data". Statistics.gov.uk. مؤرشف من الأصل في 2015-06-07.
4. ↑  GeoNames (بالإنجليزية), 2005, QID:Q830106
5. ↑  "Salford Quays & Trafford Park". Manchester Investment and Development Agency Service Ltd. مؤرشف من الأصل في 2008-01-17.
6. ↑  "All Saints' Church". Images of England. مؤرشف من الأصل في 2017-07-01.
7. ↑  Trafford Metropolitan Borough Council. "Potholes". Trafford.gov.uk. مؤرشف من الأصل في 2012-10-15. اطلع عليه بتاريخ 2011-12-18.
8. ↑  "Estimates of the Population for the UK, England and Wales, Scotland and Northern Ireland Mid-2017". Office for National Statistics. 28 June 2018. مؤرشف من الأصل في 15 تشرين الأول 2015. اطلع عليه بتاريخ 4 كانون الثاني 2021. {{استشهاد ويب}}: تحقق من التاريخ في: |تاريخ الوصول= و|تاريخ أرشيف= (مساعدة) Retrieved on 03 August 2018.
9. 1 2  "Trafford Metropolitan Borough population density". Statistics.gov.uk. مؤرشف من الأصل في 2007-12-26. Retrieved on 13 December 2007.
10. ↑  Clark 1973.
11. ↑  Nevell (1997), pp. 12–13.
12. 1 2  Faulkner (2004), pp. 1–5.
13. ↑  Nevell (1997), pp. 17, 20, 75.
14. ↑  Nevell (1997), p. 51.
15. 1 2  Nevell (1997), pp. 90–91.
16. ↑  Nevell (1997), pp. 127, 131.
17. 1 2  "Salford Quays & Trafford Park". Manchester Investment and Development Agency Service Ltd. مؤرشف من الأصل في 2008-01-17. Retrieved on 4 May 2009.
18. 1 2  "Trafford at GMeP.org". Greater Manchester e-Government Partnership. مؤرشف من الأصل في 2007-12-23. Retrieved on 12 December 2007.
19. ↑  HMSO. Local Government Act 1972. 1972 c.70
20. 1 2  Nevell (1997), pp. 3, 10, 94.
21. ↑  Nevell (1997), p. 125.
22. ↑  Bayliss (1996), p. 2.
23. 1 2  "Trafford Metropolitan Borough physical environment". Statistics.gov.uk. مؤرشف من الأصل في 2009-03-16. Retrieved on 13 February 2008.
24. ↑  "Altrincham and Sale West constituency election results". Guardian.co.uk. مؤرشف من الأصل في 2 نيسـان 2015. اطلع عليه بتاريخ 4 كانون الثاني 2021. {{استشهاد ويب}}: تحقق من التاريخ في: |تاريخ الوصول= و|تاريخ أرشيف= (مساعدة) Retrieved on 6 March 2015.
25. ↑  "Stretford and Urmston constituency election results". Guardian.co.uk. مؤرشف من الأصل في 27 أيلول 2013. اطلع عليه بتاريخ 4 كانون الثاني 2021. {{استشهاد ويب}}: تحقق من التاريخ في: |تاريخ الوصول= (مساعدة) Retrieved on 6 March 2015.
26. ↑  "Wythenshawe and Sale East by-election: Labour wins". bbc.co.uk. بي بي سي نيوز أون لاين. 14 فبراير 2014. مؤرشف من الأصل في 2014-03-05. اطلع عليه بتاريخ 2014-05-19.
27. ↑  "Listings report, Autumn 2007". The Twentieth Century Society. مؤرشف من الأصل في 2008-12-02. Retrieved on 2 March 2014.
28. ↑  "Trafford local elections 2007". BBC Online. 4 مايو2007. مؤرشف من الأصل في 19 آب 2007. اطلع عليه بتاريخ 26 مارس 2010. {{استشهاد بخبر}}: تحقق من التاريخ في: |تاريخ= (مساعدة) Retrieved on 6 January 2008.
29. ↑  Trafford Metropolitan Borough Council. "Trafford Council Constitution 2007". Trafford.gov.uk. مؤرشف من الأصل في 3 آذار 2014. اطلع عليه بتاريخ 4 كانون الثاني 2021. {{استشهاد ويب}}: تحقق من التاريخ في: |تاريخ الوصول= (مساعدة) Retrieved on 2 March 2014.
30. 1 2  "Trafford Council Budget Report 2008/09". Trafford MBC. 19 فبراير 2008. ص. 17, 22. مؤرشف من الأصل (PDF) في 2012-02-24. Retrieved on 4 May 2009.
31. ↑  "Your Councillors". democratic.trafford.gov.uk. 4 January 2021. مؤرشف من الأصل في 11 كانون الأول 2020. اطلع عليه بتاريخ 4 كانون الثاني 2021. {{استشهاد ويب}}: تحقق من التاريخ في: |تاريخ الوصول= و|تاريخ أرشيف= (مساعدة)
32. ↑  "Trafford Metropolitan Borough Council comprehensive performance assessment (CPA) scorecard 2007". Audit Commission  [لغات أخرى]‏. 2007. مؤرشف من الأصل في 2009-01-04.{{استشهاد ويب}}:  صيانة الاستشهاد: علامات ترقيم زائدة (link) Retrieved on 11 April 2008.
33. ↑  National Association of Local Councils. "What is a town, parish or community council?". nalc.gov.uk. مؤرشف من الأصل في 2011-09-26. Retrieved on 2 March 2014.
34. ↑  "Carrington civil parish population". Statistics.gov.uk. مؤرشف من الأصل في 2009-03-16. اطلع عليه بتاريخ 2007-09-24.

•"Dunham Massey civil parish population". Statistics.gov.uk. مؤرشف من الأصل في 2009-03-16. Retrieved on 14 September 2007.

•"Partington civil parish population". Statistics.gov.uk. مؤرشف من الأصل في 2009-03-16. Retrieved on 25 September 2007.

•"Warburton civil parish population". Statistics.gov.uk. مؤرشف من الأصل في 2009-03-16. Retrieved on 31 August 2007.
35. ↑  "Trafford local election results 2015". Trafford MBC. 10 مايو2015. مؤرشف من الأصل في 1 October 2015. اطلع عليه بتاريخ 7 مايو2016. {{استشهاد ويب}}: تحقق من التاريخ في: |تاريخ الوصول= و|تاريخ= (مساعدة)
36. ↑  "Declaration of result of poll: Trafford" (pdf). trafford.gov.uk. Trafford Metropolitan Borough Council. 5 مايو2016. مؤرشف (PDF) من الأصل في 3 حزيران 2016. اطلع عليه بتاريخ 7 مايو2016. {{استشهاد ويب}}: تحقق من التاريخ في: |تاريخ الوصول= و|تاريخ= (مساعدة)
37. ↑  "Labour win the Bucklow St Martins by-election". messengernewspapers.co.uk. Sale and Altrincham Messenger. 15 سبتمبر 2017. مؤرشف من الأصل في 2017-09-16. اطلع عليه بتاريخ 2017-09-16.
38. ↑  Britton، Paul (16 June 2017). "Former Tory councillor charged with making and distributing indecent images of children". Manchester Evening News. ترينيتي ميرور. مؤرشف من الأصل في 7 تشرين الأول 2017. اطلع عليه بتاريخ 6 October 2017. {{استشهاد بخبر}}: تحقق من التاريخ في: |تاريخ أرشيف= (مساعدة)
39. ↑  "Local Election May 2018 results". Trafford Council. مؤرشف من الأصل في 5 أيار 2018. اطلع عليه بتاريخ 4 كانون الثاني 2021. {{استشهاد ويب}}: تحقق من التاريخ في: |تاريخ الوصول= (مساعدة)
40. ↑  "Local Election May 2019 results". Trafford Council. مؤرشف من الأصل في 3 أيار 2019. اطلع عليه بتاريخ 4 كانون الثاني 2021. {{استشهاد ويب}}: تحقق من التاريخ في: |تاريخ الوصول= (مساعدة)
41. ↑  Trafford Metropolitan Borough Council. "Trafford Council Constitution 2007". Trafford.gov.uk. مؤرشف من الأصل في 2020-07-14. Retrieved on 2 March 2014.
42. 1 2 3 4 5 6 7 8 9 10 11 12 13 14 15 16 17 18 19 20 21  "Area profiles: demographics". infotrafford.org.uk. Trafford Innovation and Intelligence Lab. 2013. مؤرشف من الأصل في 2016-06-02. اطلع عليه بتاريخ 2016-05-07.
43. 1 2 3 4 5  Trafford Metropolitan Borough Council. "Trafford coat of arms". Trafford.gov.uk. مؤرشف من الأصل في 3 آذار 2014. اطلع عليه بتاريخ 4 كانون الثاني 2021. {{استشهاد ويب}}: تحقق من التاريخ في: |تاريخ الوصول= (مساعدة) Retrieved on 2 March 2014.
44. 1 2 3 4 5  "Trafford Metropolitan Borough key statistics". Statistics.gov.uk. مؤرشف من الأصل في 2007-12-26. Retrieved on 13 December 2007.
45. ↑  "Trafford Metropolitan Borough household data". Statistics.gov.uk. مؤرشف من الأصل في 2007-12-26. Retrieved on 13 December 2007.
46. ↑  "Trafford Metropolitan Borough country of birth data". Statistics.gov.uk. مؤرشف من الأصل في 2007-12-26. Retrieved on 13 December 2007.
47. ↑  "Trafford Metropolitan Borough ethnic group data". Statistics.gov.uk. مؤرشف من الأصل في 2007-12-26. Retrieved on 13 December 2007.
48. ↑  "Trafford social class". Vision of Britain. مؤرشف من الأصل في 2007-12-26. Retrieved on 21 December 2007.
49. ↑  "Crime Figures for 2008/09 in M33". UpMyStreet.co.uk. 2010. مؤرشف من الأصل في 2010-09-02. Retrieved on 2 March 2014.
50. ↑  "Trafford Metropolitan Borough key statistics" (PDF). audit-commission.gov.uk. مؤرشف من الأصل (PDF) في 2008-08-10. Retrieved on 2 March 2014.
51. ↑  Nevell (1997), pp. 88–91
52. ↑  Nevell (1997), pp. 130–131
53. ↑  Nicholls (1996), p. xiii.
54. ↑  "History of the Trafford Centre". TraffordCentre.co.uk. مؤرشف من الأصل في 10 كانون الأول 2007. اطلع عليه بتاريخ 4 كانون الثاني 2021. {{استشهاد ويب}}: تحقق من التاريخ في: |تاريخ الوصول= و|تاريخ أرشيف= (مساعدة) Retrieved on 12 December 2007.
55. ↑  "The Trafford Centre". Peel Holdings  [لغات أخرى]‏. مؤرشف من الأصل في 2008-05-09.{{استشهاد ويب}}:  صيانة الاستشهاد: علامات ترقيم زائدة (link) Retrieved on 2 March 2014.
56. ↑  "All About us — The Trafford Centre". TraffordCentre.co.uk. 29 November 2007. مؤرشف من الأصل في 17 آذار 2009. اطلع عليه بتاريخ 4 كانون الثاني 2021. {{استشهاد ويب}}: تحقق من التاريخ في: |تاريخ الوصول= (مساعدة) Retrieved on 12 December 2007.
57. 1 2  "Trafford Local Authority economic activity". Statistics.gov.uk. مؤرشف من الأصل في 2007-12-26. Retrieved on 3 November 2007.
58. ↑  "Greater Manchester Health Authority economic activity". Statistics.gov.uk. مؤرشف من الأصل في 2011-06-04. اطلع عليه بتاريخ 2009-06-26.
59. ↑  "Promoting a Dynamic Economy". Greater Manchester e-Government Partnership. مؤرشف من الأصل في 2008-01-12. Retrieved on 12 December 2007.
60. ↑  "House prices for Greater Manchester Local Authorities". BBC News Online. 16 مارس 2010. مؤرشف من الأصل في 2008-05-15. اطلع عليه بتاريخ 2010-03-26.
61. ↑  MEN Business (17 مارس 2010). "More unemployed and for longer". مؤرشف من الأصل في 2012-11-13. اطلع عليه بتاريخ 2014-03-02. {{استشهاد ويب}}: |الأخير= باسم عام (مساعدة)
62. ↑  "Trafford Local Authority industry of employment". Statistics.gov.uk. مؤرشف من الأصل في 2007-12-26. Retrieved on 3 November 2007.
63. ↑  BBC (9 سبتمبر 2010). "Trafford best-placed to resist economic woes". BBC News. مؤرشف من الأصل في 2010-09-11. اطلع عليه بتاريخ 2010-09-13.
64. ↑  "Images of England Statistics by County". 2001. مؤرشف من الأصل في 2007-12-26. Retrieved on 22 December 2007.
65. 1 2  "Planning and building control: listed buildings". Trafford MBC. مؤرشف من الأصل (PDF) في 2011-07-16. Retrieved on 14 December 2007.
66. ↑  "Brookheys Covert" (PDF). EnglishNature.org. مؤرشف من الأصل (PDF) في 2012-06-14. Retrieved on 14 September 2007.
67. ↑  "Cotteril Clough citation sheet" (PDF). Natural England. مؤرشف (PDF) من الأصل في 26 أيلول 2007. اطلع عليه بتاريخ 4 كانون الثاني 2021. {{استشهاد ويب}}: تحقق من التاريخ في: |تاريخ الوصول= (مساعدة) Retrieved on 2 July 2007.
68. ↑  "Dunham Park". EnglishNature.org. مؤرشف من الأصل في 2007-10-18. Retrieved on 2 March 2014.
69. ↑  "Chill Factore's coming – The story so far". TraffordCentre.co.uk. 9 May 2007. مؤرشف من الأصل في 26 كانون الأول 2007. اطلع عليه بتاريخ 4 كانون الثاني 2021. {{استشهاد ويب}}: تحقق من التاريخ في: |تاريخ الوصول= و|تاريخ أرشيف= (مساعدة) Retrieved on 17 December 2007.
70. ↑  "Dunham Massey – Lodge". historicengland.org.uk. مؤرشف من الأصل في 15 تشرين الثاني 2017. اطلع عليه بتاريخ 4 كانون الثاني 2021. {{استشهاد ويب}}: تحقق من التاريخ في: |تاريخ الوصول= و|تاريخ أرشيف= (مساعدة) Retrieved on 2 February 2007.
71. ↑  "Dunham Massey". مؤسسة التراث القومي. مؤرشف من الأصل في 2007-07-02. Retrieved on 20 September 2007.
72. ↑  "Visits Made in 2010 to Visitor Attractions in Membership with ALVA". ALVA – Association of Leading Visitor Attractions. مؤرشف من الأصل في 2015-04-13. Retrieved on 29 February 2012.
73. ↑  "Greater Manchester's Tourism Industry Celebrate in Style". Marketing Manchester. مؤرشف من الأصل في 2008-01-13. Retrieved on 2 March 2014.
74. ↑  "Appendix J River Mersey Case Study Report". The Countryside Agency. مؤرشف من الأصل (DOC) في 2007-09-27. Retrieved on 27 April 2007.
75. ↑  "Broad Ees Dole". Mersey Valley Countryside Warden Service. مؤرشف من الأصل في 2007-02-22. Retrieved on 27 April 2007.
76. ↑  Nevell (1997), p. 33.
77. ↑  Nevell (1997), pp. 34–35.
78. ↑  Shurry (2005), pp. 6–8.
79. ↑  "Manchester United honours". Homeofsport.com. مؤرشف من الأصل في 2007-10-25. Retrieved on 13 December 2007.
80. ↑  "Lancashire County Cricket Club origins". LCCC.co.uk. مؤرشف من الأصل في 2007-10-14. Retrieved on 13 December 2007.
81. ↑  "History of the County Championship". إي آس بي آن كريك إنفو. مؤرشف من الأصل في 21 آذار 2009. اطلع عليه بتاريخ 4 كانون الثاني 2021. {{استشهاد ويب}}: تحقق من التاريخ في: |تاريخ الوصول= (مساعدة) Retrieved on 13 December 2007.
82. ↑  "Old Trafford Cricket Ground". Cricinfo.com. مؤرشف من الأصل في 14 تـمـوز 2012. اطلع عليه بتاريخ 4 كانون الثاني 2021. {{استشهاد ويب}}: تحقق من التاريخ في: |تاريخ الوصول= و|تاريخ أرشيف= (مساعدة) Retrieved on 13 December 2007.
83. ↑  "Phoenix to play in Deeside 2015-2016". Official Phoenix website. 1 July 2015. مؤرشف من الأصل في 15 حزيران 2018. اطلع عليه بتاريخ 4 كانون الثاني 2021. {{استشهاد ويب}}: تحقق من التاريخ في: |تاريخ الوصول= (مساعدة)
84. ↑  "A new rollercoaster hits Blackpool". Official Phoenix website. 5 August 2016. مؤرشف من الأصل في 25 تشرين الأول 2020. اطلع عليه بتاريخ 4 كانون الثاني 2021. {{استشهاد ويب}}: تحقق من التاريخ في: |تاريخ الوصول= و|تاريخ أرشيف= (مساعدة)
85. ↑  "Controversy as Phoenix face league 'snub'". ThisisLancashire.co.uk. 1 April 2009. مؤرشف من الأصل في 11 حزيران 2011. اطلع عليه بتاريخ 4 كانون الثاني 2021. {{استشهاد ويب}}: تحقق من التاريخ في: |تاريخ الوصول= (مساعدة) Retrieved on 29 July 2009.
86. ↑  Chris Brierley (31 March 2009). "Phoenix player ratings". Manchester Evening News. مؤرشف من الأصل في 14 تـمـوز 2012. اطلع عليه بتاريخ 4 كانون الثاني 2021. {{استشهاد بخبر}}: تحقق من التاريخ في: |تاريخ الوصول= و|تاريخ أرشيف= (مساعدة) Retrieved on 29 July 2009.
87. ↑  "Ice hockey youth side change name to Trafford Metros". Messengerpapers.co.uk. 13 August 2009. مؤرشف من الأصل في 23 تـمـوز 2011. اطلع عليه بتاريخ 4 كانون الثاني 2021. {{استشهاد ويب}}: تحقق من التاريخ في: |تاريخ الوصول= و|تاريخ أرشيف= (مساعدة) Retrieved on 15 September 2009.
88. ↑  Sheldan Keay (25 June 2015). "Manchester Storm are back". Manchester Evening News. مؤرشف من الأصل في 8 تشرين الثاني 2020. اطلع عليه بتاريخ 4 كانون الثاني 2021. {{استشهاد بخبر}}: تحقق من التاريخ في: |تاريخ الوصول= و|تاريخ أرشيف= (مساعدة).
89. ↑  "Sale F.C." Sale F.C. مؤرشف من الأصل في 28 تشرين الثاني 2020. اطلع عليه بتاريخ 4 كانون الثاني 2021. {{استشهاد ويب}}: تحقق من التاريخ في: |تاريخ الوصول= و|تاريخ أرشيف= (مساعدة) Retrieved on 7 May 2007.
90. ↑  "Trafford F.C. club history". Trafford F.C. مؤرشف من الأصل في 2007-12-26. Retrieved on 2 March 2014.
91. ↑  الدوري الوطني هو الأدنى من بين الأقسام الخمسة لكرة القدم على مستوى البلاد في إنجلترا، تحت الدوري الإنجليزي الممتاز والأقسام الثلاثة من الدوري الإنجليزي، وهو المستوى الأعلى في نظام الدوري الوطني لكرة القدم خارج الدوري.
92. ↑  "Brooklands Hockey". Brooklands Manchester University Hockey Club. مؤرشف من الأصل في 1 تشرين الثاني 2020. اطلع عليه بتاريخ 2011-09-20. {{استشهاد ويب}}: تحقق من التاريخ في: |تاريخ أرشيف= (مساعدة)
93. ↑  "Bowdon Club; Hockey Section". Bowdon Club. مؤرشف من الأصل في 2018-08-27. اطلع عليه بتاريخ 2011-09-20.
94. ↑  "Schools and colleges in Trafford". Trafford MBC. مؤرشف من الأصل في 2008-11-20. Retrieved on 19 April 2009.
95. ↑  Robert Downes (3 May 2008). "'Super college' opens its doors". Messengernewspapers.co.uk. مؤرشف من الأصل في 20 حزيران 2017. اطلع عليه بتاريخ 4 كانون الثاني 2021. {{استشهاد ويب}}: تحقق من التاريخ في: |تاريخ الوصول= (مساعدة) Retrieved on 4 May 2009.
96. ↑  "Catholic Diocese of Shrewsbury". Dioceseofshrewsbury.org. مؤرشف من الأصل في 17 نيسـان 2009. اطلع عليه بتاريخ 4 كانون الثاني 2021. {{استشهاد ويب}}: تحقق من التاريخ في: |تاريخ الوصول= و|تاريخ أرشيف= (مساعدة) Retrieved on 7 May 2007.
97. ↑  "Parishes of the Diocese". Salforddiocese.org.uk. مؤرشف من الأصل في 2007-05-02. Retrieved on 7 May 2007.
98. ↑  "The Church of England Diocese of Manchester". Manchester.anglican.org. مؤرشف من الأصل في 2007-12-27. Retrieved on 7 May 2007.
99. ↑  "Churches in the Diocese of Chester". Chester.anglican.org. مؤرشف من الأصل في 2009-04-15. Retrieved on 22 April 2009
100. ↑  Nevell and Hradil (2005), pp. 87–8.
101. ↑  "All Saints' Church". historicengland.org.uk. مؤرشف من الأصل في 21 أيلول 2019. اطلع عليه بتاريخ 4 كانون الثاني 2021. {{استشهاد ويب}}: تحقق من التاريخ في: |تاريخ الوصول= (مساعدة) Retrieved on 22 December 2007.
102. ↑  "Scientology Centre Planned". Manchester Evening News. 28 October 2007. مؤرشف من الأصل في 4 كانون الثاني 2021. اطلع عليه بتاريخ 8 February 2009. {{استشهاد بخبر}}: تحقق من التاريخ في: |تاريخ أرشيف= (مساعدة)
103. ↑  "Manchester to Altrincham: the southern part of Metrolink Phase I". Light Rail Transit Association. 14 سبتمبر 2007. مؤرشف من الأصل في 2007-12-26. اطلع عليه بتاريخ 2014-03-02.
104. ↑  Nicholls (1996), p. 161.
105. ↑  Trafford Metropolitan Borough Council. "Dangerous Pavements". Trafford.gov.uk. مؤرشف من الأصل في 2011-01-05. اطلع عليه بتاريخ 2011-12-18.
106. ↑  Trafford Metropolitan Borough Council. "Potholes". Trafford.gov.uk. مؤرشف من الأصل في 2012-10-15. اطلع عليه بتاريخ 2011-12-18.
107. ↑  Trafford Metropolitan Borough Council (11 يونيو 2002). "Get on yer bikes!". Trafford.gov.uk. مؤرشف من الأصل في 2012-02-13. Retrieved on 13 February 2008.
108. ↑  Trafford Metropolitan Borough Council (8 نوفمبر 2007). "Cyclists backing Bridgewater Way". Trafford.gov.uk. مؤرشف من الأصل في 2012-02-13. Retrieved on 13 February 2008.
109. ↑  "Sir Alex Ferguson to get freedom of Trafford and road name honour". September 10, 2013. مؤرشف من الأصل في 29 تـمـوز 2019. اطلع عليه بتاريخ 4 كانون الثاني 2021. {{استشهاد ويب}}: تحقق من التاريخ في: |تاريخ الوصول= و|تاريخ أرشيف= (مساعدة)
110. ↑  "Tweet". twitter.com. مؤرشف من الأصل في 4 كانون الثاني 2021. اطلع عليه بتاريخ 2020-12-12. {{استشهاد ويب}}: تحقق من التاريخ في: |تاريخ أرشيف= (مساعدة)

### المعلومات الكاملة للمراجع
- Bayliss، Don (1996). Historical Atlas of Trafford. Don Bayliss. ISBN:0-9529300-0-5.
- Clark، David M. (1973). Greater Manchester Votes: A Guide to the New Metropolitan Authorities. Redrose. ISBN:0950293202.
- Faulkner، Pat (2004). Tymperleie: The History and Archaeology of Timperley Old Hall. South Trafford Archaeological Group.
- Nevell، Mike (1997). The Archaeology of Trafford. Trafford Metropolitan Borough Council with the جامعة مانشستر. ISBN:1-870695-25-9.
- Nevell, Mike & Hradil, Ivan (2005). St Lawrence's Church and the archaeology of the Medieval Timber-framed Churches of England and Wales. Tameside Metropolitan Borough and جامعة مانشستر. ISBN:1-871324-30-0.
- Nicholls، Robert (1996). Trafford Park: The First Hundred Years. Phillimore & Co Ltd. ISBN:1-86077-013-4.
- Shury، Alan؛ Landamore, Brian (2005). The Definitive Newton Heath F.C. SoccerData. ISBN:1-899468-16-1.